# 山腰駅
山腰駅（さんようえき、中国語: 山腰站）は中華人民共和国雲南省河口瑶族自治県河口镇にある鉄道駅である。昆河铁路の南端のK457+989の位置にあり、1908年に開業した。中国鉄路昆明局集団有限公司の管轄下にある。国境の南渓河を挟んでベトナムのラオカイ省と接しており、ベトナムとの貿易が行われる。